# L'Estany (Cercs)
L'Estany és una obra del municipi de Cercs (Berguedà) inclosa en l'Inventari del Patrimoni Arquitectònic de Catalunya.

## Descripció
Es tracta d'una construcció amb la tipologia tradicional de les cases pairals de l'Alt Berguedà, fonamentada en plantes rectangulars i estructures sòlides. Teulada a doble vessant amb carener perpendicular a la façana principal i distribució de l'espai en planta baixa i dos pisos. Obertures superiors en galeria actualment tapiades. Aparell irregular reforçat a les cantonades amb carreus grossos i ben escairats.
Diverses modificacions i ampliacions a l'estructura original que es poden apreciar en façanes i parets.

## Història
D'origen incert, cal situar l'habitabilitat d'aquest indret a l'edat mitjana tardana, tot i que la tipologia constructiva actual de la Casa de l'Estany sigui posterior. Aquesta casa formava part del recorregut de l'antic camí ral que anava de Berga a Peguera passant pel Coll de l'Oreller i el Coll de Nou Comes. Va estar habitada fins als anys 40 del segle xx.